# Port lotniczy Mbeya
Port lotniczy Mbeya (IATA: MBI, ICAO: HTMB) – port lotniczy położony w Mbeya, w Tanzanii.

## Linie lotnicze i połączenia
| Linia Lotnicza | Kierunek    |
| -------------- | ----------- |
| Tropical Air   | 1. Zanzibar |